# Molino de Victoria

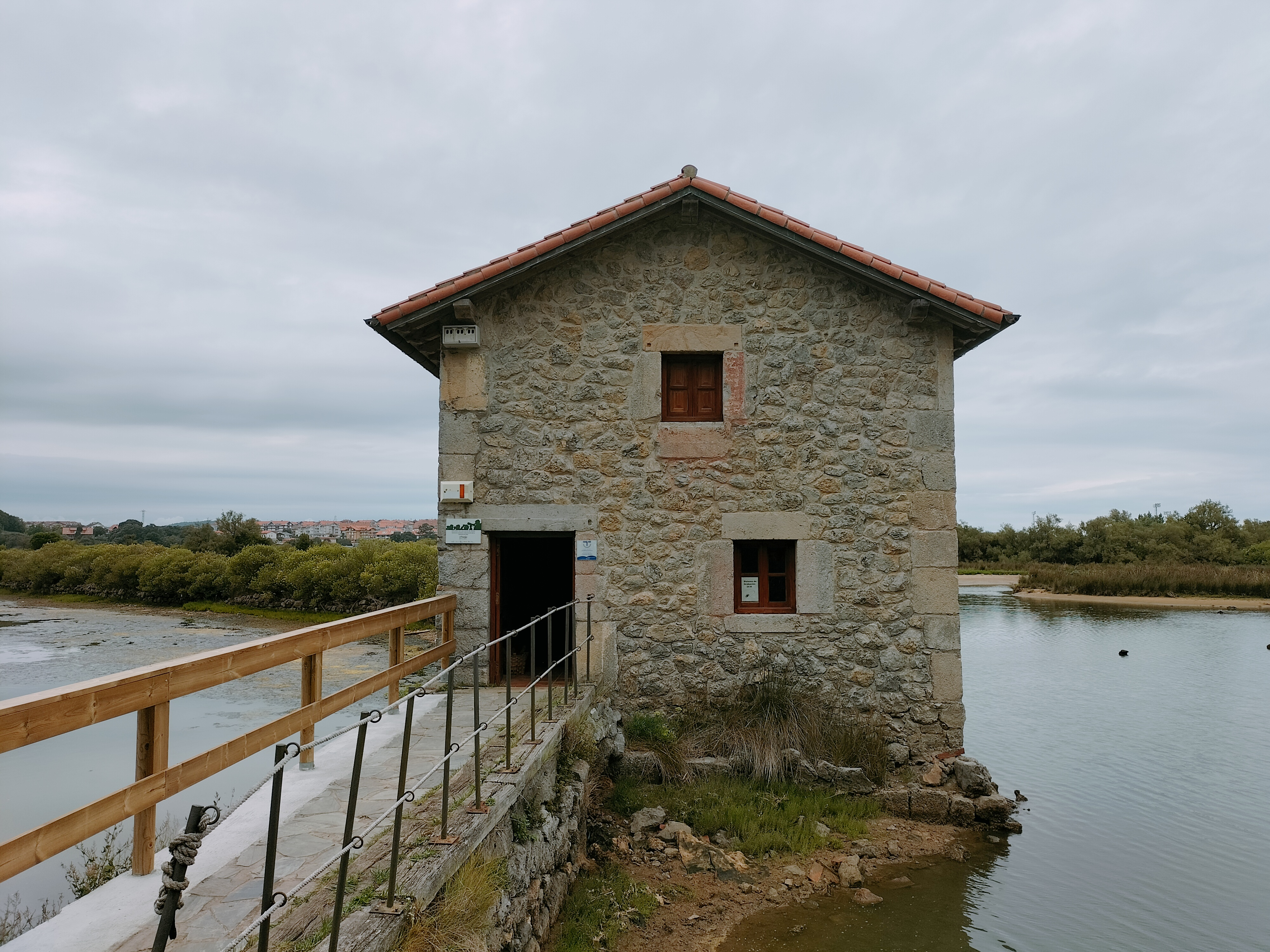
Molino de Victoria

El Molino de Victoria, en la marisma homónima del municipio de Noja (Cantabria, España), es un Bien de Interés Cultural, por Decreto 134/2002, de 31 de octubre. Se trata de un molino de mareas. Además del molino en sí, se ha delimitado un entorno de protección formado por un semicírculo de 300 metros de radio trazado con centro en el Molino de Victoria, hasta una distancia de 15 metros desde el borde de la marisma, pretendiéndose de esta manera conservar y proteger un inmueble que se inserta en un medio natural y paisajístico de gran originalidad y valor, así como su correcta contemplación e interpretación como centro de observación de aves, fin para el cual fue rehabilitado en 1998. La construcción original databa de la primera mitad del siglo XVII.